# 연안운송

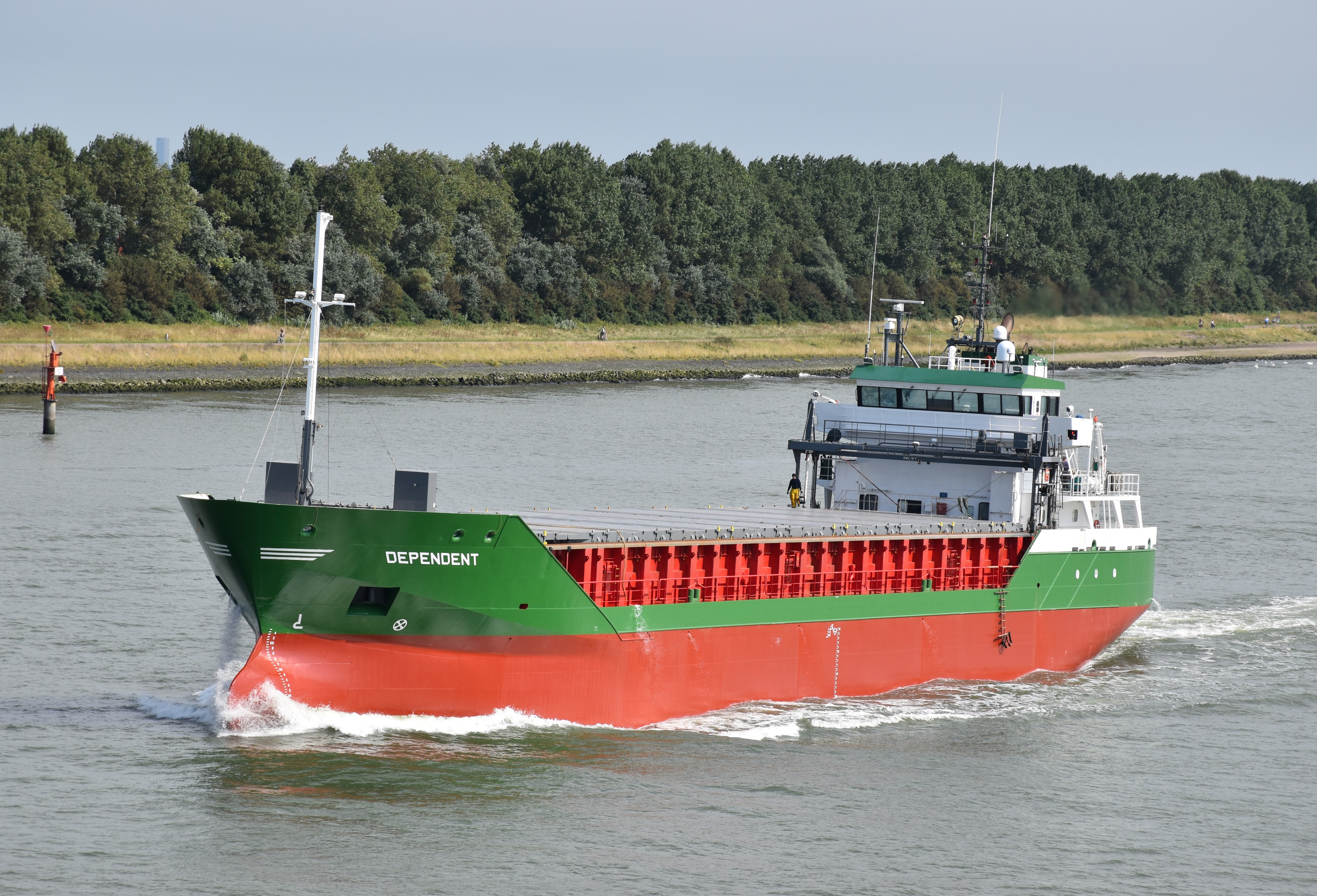

연안운송(Short-sea shipping), 근해운송, 해상 고속도로 및 바다의 고속도로와 좀 더 역사적인 용어인 연안무역, 해안해운, 해안무역은 모두 바다를 건너지 않고 해안을 따라 주로 바다를 통한 화물과 승객의 이동을 포함한다.
연안운송은 유럽 위원회와 유럽 연합 전역에서 일반적으로 사용되는 용어이다. 많은 영어권 국가에서는 coasting trade와 coastwise trade이라는 영국 용어를 사용했다.
미국은 어퍼 사우스에서 주요 시장, 특히 뉴올리언스까지 해상으로 노예를 운송하는 국내 노예 무역을 포함하여 식민지 시대부터 이 용어를 유지했다. 미국은 1793년부터 "연안 무역 및 어업에 고용될 선박과 선박을 등록 및 허가하고 이를 규제하는 법"을 통해 일반 해안 무역을 규제하기 시작했으며, 이는 그해 2월 18일 의회를 통과했다. 수년에 걸쳐 이는 미국 법전 46장, 551장(46 USC Ch. 551), "Coastwise Trade"로 성문화되었다.
일부 연안선박은 내륙 수로를 통해 내륙으로 이동할 수 있을 만큼 작다. 근해 운송에는 해안 주변(예: 리스본에서 로테르담까지 또는 뉴올리언스에서 필라델피아까지)의 습식 및 건식 벌크 화물, 컨테이너 및 승객의 이동이 포함된다. 일반적인 선박 크기는 1,000DWT(톤 재화중량, 즉 운반하는 화물의 양)부터 15,000DWT까지이며 흘수 범위는 약 3~6m(10~20피트)이다. 일반적인(대부분 대량) 화물에는 곡물, 비료, 철강, 석탄, 소금, 석재, 고철, 광물, 석유 제품(예: 디젤유, 등유, 항공 연료), 컨테이너 및 승객이 포함된다.
유럽에서는 연안운송이 유럽 연합 운송 정책의 최전선에 있다. 현재 유럽에서 이동되는 전체 화물의 약 40%를 차지한다. 미국에서는 아직 근해운송이 유럽만큼 활용되지는 않았지만 어느 정도 발전하고 있는 상황이다. 이러한 유형의 운송이 추진하는 주요 이점은 혼잡 완화, 대기 오염 감소, 화주와 정부의 전반적인 비용 절감이다. 선박으로 물품을 운송하는 것(4,000 DWT 선박 한 대는 트럭 100~200대에 해당)은 도로 운송보다 훨씬 더 효율적이고 비용 효과적이다(물품이 내륙으로 향하는 경우 트럭으로 운송 및 배송해야 함). 도난 및 파손 위험이 적다.
유럽에서 이동되는 전체 화물의 약 40%는 단거리 해상 운송으로 분류되지만, 이 화물의 더 큰 비율은 바다가 아닌 강을 통해 유럽의 중심부를 통과한다. 지난 10년 동안, 근해 운송이라는 용어는 내륙 수로뿐만 아니라 내륙에서 해양 항구까지의 해상 운송을 위한 지점 간 화물 이동을 포함하도록 더 넓은 의미로 발전했다.
심해운송(deep-sea shipping), 대륙간해운(intercontinental shipping), 해상운송(ocean shipping)이라는 대조되는 용어는 바다를 횡단하는 해상교통을 의미한다. 근해 운송은 내륙 항해(예: 강을 따라 두 도시 사이)와도 구별된다.

## 같이 보기
- 카보타쥐